# Unión Democrática de Soldados
La Unión Democrática de Soldados (UDS) fue una asociación clandestina española que se extendió por los cuarteles en los estertores del Franquismo y duró hasta principios de los años 80. Tenía como principal objetivo la mejora de la situación de los soldados rasos, reclutados para cumplir el servicio militar obligatorio, y que vivían en condiciones pésimas en la mayoría de los cuarteles. La UDS estaba impulsada por la Joven Guardia Roja (JGR), la organización juvenil del Partido del Trabajo (PTE) a la izquierda del Partido Comunista.

## Desarrollo
El movimiento tenía un órgano de expresión, el Soldado, una serie de octavillas grapadas que se repartían a mano y en las que se denunciaban los casos más graves, los casos de soldados detenidos y cómo actuar para defender los  derechos de la tropa ante los abusos de los mandos. Además de la defensa de los soldados, el movimiento pretendía conformar un frente de soldados frente al fascismo y el continuismo del régimen. Entre los logros conseguidos estuvieron los pases de pernocta, permisos para salir del cuartel los fines de semana, lo que ayudó a la expansión del movimiento.
La UDS se extendió con rapidez por todas las provincias. Durante 1976 y 1977 fue habitual ver a soldados de uniforme portando pancartas de la UDS en las manifestaciones. Para organizar las reuniones, que contaban con numerosa afluencia, era necesario que los soldados al salir del cuartel se dirigiesen a los pisos alquilados para cambiarse de ropa y asistir a la iglesia o lugar donde se celebrase la reunión; al terminar, aquellos que dormían en el cuartel, tenían que volver a los pisos a cambiarse nuevamente de ropa.
Uno de los fundadores fue Fernando Luengo, del PTE. Cuando el Ejército descubrió las actividades de la UDS, registró los cuarteles para encontrar pruebas. Fueron detenidos, además de Luengo, los soldados Alfredo Pérez Pérez, Javier Corcuero Crespo y los cabos Gerardo Cantero Fernández y Primitivo Vaquero Cuartero, y se les hizo un consejo de guerra por sedición. Otros detenidos fueron Miguel Castillo y Jesús Zabalza, que permanecieron en la cárcel de Pamplona,  el cabo de artillería Fernando Moreno, Fede Zaragoza en Madrid y más soldados del cuartel de Jaca. Las detenciones y el posterior consejo de guerra provocaron protestas en Jerez de la Frontera. El entonces alcalde de la ciudad, Pedro Pacheco, telegrafió al  capitán general Merry Gordon, y hubo un  encierro en la iglesia de San Francisco por parte de dirigentes del PTA y JGR, con un comunicado de apoyo de siete entidades vecinales de Jerez.